# Будучність
Буду́чність — українське господарське товариство в місті Тернополі, яке виробляло і продавало паперові вироби.

## Відомості
Засноване 21 листопада 1910 року, діяло до 1939-го, у 1920—1930-х роках — як продукційно-паперова кооператива. Було власником тютюнової фабрики, яка 1925 року отримала назву «Калина» (попередником «Калини» було невелике підприємство Є. Білинського, яке «Будучність» викупила 1910 року). При цій фабриці діяли крамниця та книгарня.
До складу першої дирекції товариства входили Є. Білинський, Іван Боднар, К. Редчук. Першу Надзірну раду членів-засновників очолив доктор Ісидор Голубович. Частину прибутків, отримуваних від діяльності, «Будучність» скеровувала для підтримки діяльності українських культурно-освітніх установ міста Тернополя і Тернопільського повіту.
1937 року «Будучність» входила до складу «Подільського союзу кооператив».